# Marie-André Merle
Marie-André Merle, né le 27 septembre 1754 à Lons-le-Saulnier (Jura), mort le 6 décembre 1793 à Lyon (Rhône), est un avocat et homme politique français. Il fut élu en 1789 député du Tiers-état du bailliage de Mâcon aux États généraux. 

## Biographie
Issu d'une famille de notaires de Saint-Amour, dans le Jura, licencié en droit à Besançon, il est en 1775 avocat à Lons-le-Saulnier. 
Marié en 1779 avec la fille d'un procureur du bailliage de Mâcon, il s'établit dans cette ville. Il s'affilie à la franc-maçonnerie à la loge de la « Parfaite Union ». En mai 1788, il obtient la charge de maire perpétuel de Mâcon. Le rude hiver 1788-1789 lui permet« d'acquérir une grande popularité chez les petites gens », en pratiquant une politique d'assistance et de taxation du prix du pain et de faveurs aux corporations. 
Le 29 mars 1789, il est élu deuxième député du tiers état du Bailliage de Mâcon. Il démissionne de sa charge de maire pour aller siéger à Versailles. Ce serait à lui que reviendrait le choix de Mâcon comme chef-lieu du nouveau département de Saône-et-Loire, la ville d'Autun se voyant attribuée le siège épiscopal. Politiquement classé d'abord à gauche de la Constituante, député assez actif, il fait ensuite un aller-retour des Jacobins au club des Feuillants.
Réélu maire de Mâcon le 27 janvier 1790, alors qu'il est absent de la ville, il devient, à la fin de son mandat de député, procureur général syndic du département de Saône-et-Loire. 
En septembre 1792 il est élu à la Convention, mais refuse « pour raisons de santé ». Devant faire face à des désordres durant l'hiver 1792-1793, proche des Girondins, il devient suspect et le reste, bien qu'il se range aux côtés des Jacobins en juin 1793. 
Destitué à l'automne de ses fonctions de procureur-général-syndic par un arrêté du 26 septembre 1793 pour cause de fédéralisme et d'aristocratisme, il est arrêté le 16 octobre suivant et incarcéré aux Ursulines. Il sera transféré à la commission révolutionnaire de Lyon, où il sera condamné à mort le 14 frimaire an II (4 décembre 1793). Il sera exécuté le lendemain, fusillé avec 207 autres victimes dans une prairie proche du Rhône. Une mort tragique : d'abord mitraillé, Merle parviendra à s'échapper, son lien de poignet avec la corde qui reliait toutes les victimes ayant été sectionné par un éclat ; poursuivi dans les vignes voisines, il sera massacré à coups de sabre et son corps jeté, avec les autres, à la fosse commune.